# Mutter Courage und ihre Kinder (1957)
Mutter Courage und ihre Kinder ist die 1957 geschaffene Aufzeichnung der Direktübertragung  des Deutschen Fernsehfunks einer Inszenierung von Bertolt Brecht und Erich Engel am Berliner Ensemble nach ihrer Modellinszenierung aus dem Jahr 1949.

## Produktion
Mutter Courage und ihre Kinder wurde am 15. Oktober 1957 als Direktübertragung aus dem Theater am Schiffbauerdamm  gesendet.
Vorlage war das gleichnamige Drama von Bertolt Brecht aus dem Jahr 1941. Das Bühnenbild schufen Teo Otto und Heinrich Kilger. Die Musikalische Leitung lag in den Händen von Hans-Dieter Hosalla.